# Orchestre Philharmonique de Nice

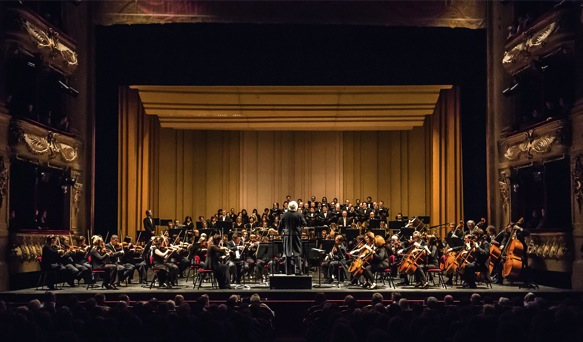
Das Orchestre Philharmonique de Nice mit seinem Chefdirigenten Philippe Auguin bei einem Konzert am 9. November 2012 (Grand Gala Lyrique) in der Opéra de Nice

Das Orchestre Philharmonique de Nice (Nizza Philharmoniker) ist das Orchester der Stadt Nizza und gilt als eines der führenden Opern- und Symphonieorchester in Frankreich. Offiziell wurde es im Jahr 1945 als „L'Orchestre Symphonique Municipal de la Ville de Nice“ (Sinfonieorchester der Stadt Nizza) gegründet.
Im Jahr 1982 wurde das Orchester in „Orchestre Philharmonique de Nice“ umbenannt. Es hatte in den folgenden 15 Jahren bis zu 120 Musikern, die neben mehreren Tourneen unter anderem im Théâtre des Champs-Élysées im April 1988 durch ihre bemerkenswerte Interpretation von Richard Wagners Ring des Nibelungen unter Berislav Klobučar für Jubel sorgten.
Von 2010 bis 2016 war Philippe Auguin Chefdirigent und Musikalischer Direktor des Orchestre Philharmonique de Nice. Sein Nachfolger ist seit 2017 György G. Ráth.

## Musikdirektoren
- Georges Lauweryns (1945–1946)
- Charles Boissard (1946–1948)
- Marcel Dorssers (1948–1950)
- Richard Blareau (1956–1959)
- Jean Périsson (1959–1965)
- Paul-Maria Jamin (1965–1976)
- Antonio de Almeida (1976–1978)
- Pierre Dervaux (1978–1981)
- Berislav Klobučar (1981–1989)
- Spiros Argiris (1989–1990)
- Klaus Weise (1990–1997)
- Marcello Panni (1997–2001)
- Marco Guidarini (2001–2009)
- Philippe Auguin (2010–2016)
- György G. Ráth (seit 2017)

## Spielstätten
Die Heimstätte des Orchesters befindet sich in der Opéra de Nice. Proben werden auch in der La Diacosmie, einem 20.000 m² großen, fünfstöckigen Gebäude mit Probebühne, Kulissenwerkstatt, Probesälen für Ballett, Chor, Sänger und Orchester, abgehalten. Der Orchesterprobensaal (Studio Louis Fourestier) ist 410 m² groß und bietet Platz für 200 Musiker.

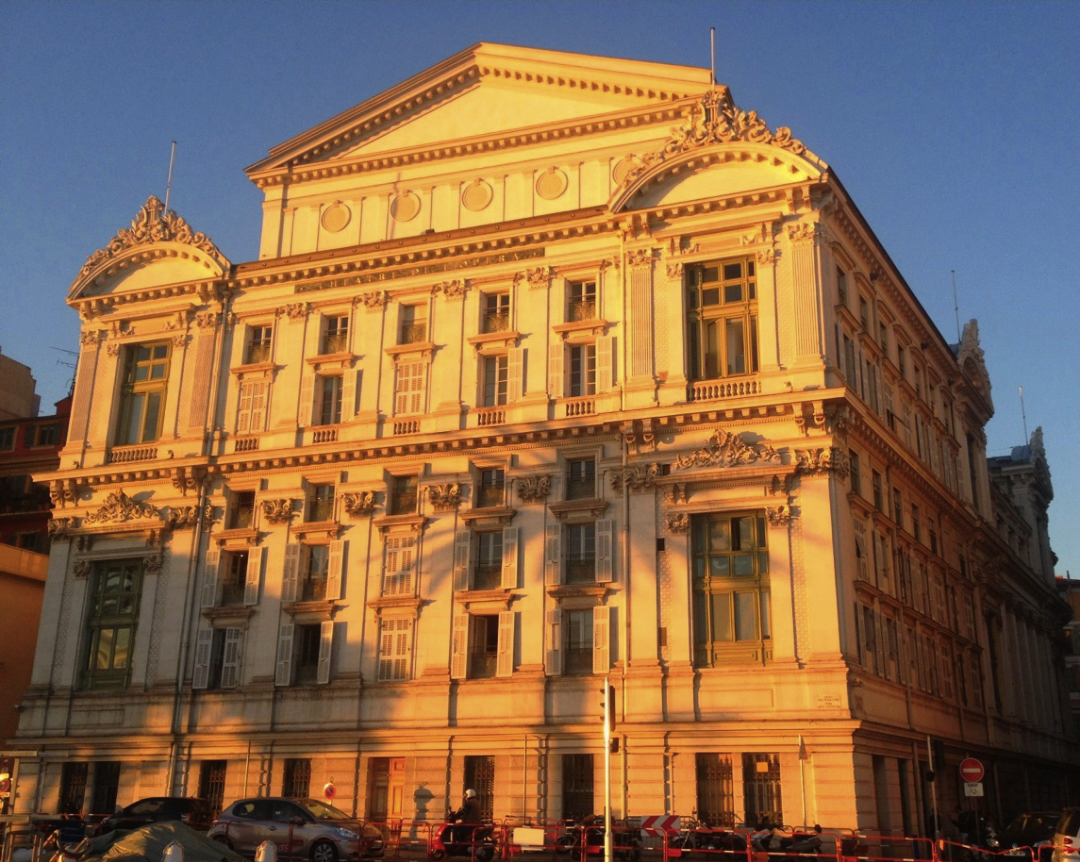
Die Südfassade der Oper Nizza (Opéra de Nice)

Das Orchestre Philharmonique de Nice spielt unter anderem auch Konzerte und Opern im Auditorium der Acropolis, einem 2.500 Plätze fassenden modernen Konzertsaal.

## Aktivitäten

### Gastdirigenten
Gastdirigenten dieses Orchesters waren unter anderem Georges Prêtre, Wolfgang Sawallisch, Marek Janowski, Berislav Klobučar, Emil Tchakarov, Zoltán Peskó, Jerzy Semkow, Michael Schønwandt, Leopold Hager, Günter Neuhold, Jascha Horenstein, David Zinman und Emmanuel Krivine.

### Gastsolisten
- Violine: Julian Rachlin, Vadim Repin, Frank Peter Zimmermann, Vladimir Spivakov, Augustin Dumay, Renaud Capuçon, Shlomo Mintz, Salvatore Accardo, Olivier Charlier, Guy Braunstein.
- Flöte: Emmanuel Pahud.
- Trompete: Sergei Nakariakov.
- Horn: Radovan Vlatković, Bruno Schneider, Stefan Dohr.
- Viola: Yuri Bashmet.
- Cello: Antonio Meneses, Truls Mørk, Natalia Gutman, János Starker, Pieter Wispelwey, Mischa Maisky, Sonia Wieder-Atherton.
- Klarinette: Paul Meyer, Sabine Meyer.
- Oboe: Albrecht Mayer.
- Klavier: Viktoria Postnikova, Alexandre Tharaud, Ivo Pogorelich, Mikhail Rudy, Bruno Leonardo Gelber, Aldo Ciccolini, Nicholas Angelich, François-René Duchâble, Roger Muraro, Krystian Zimerman, Nelson Freire, Mikhail Rudy, Jean-Yves Thibaudet, Boris Beresowski, …
- Gesang: Edita Gruberová, Plácido Domingo, Jonas Kaufmann, Rolando Villazón, Waltraud Meier, José van Dam, Françoise Pollet, Kurt Rydl, Véronique Gens, Inva Mula, Leonie Rysanek, Nathalie Stutzmann.

## Trivia
Das Orchestre Philharmonique de Nice muss schon vor seiner offiziellen Gründung 1945 bestanden haben, da es bereits vor und um die Jahrhundertwende viele Belege und Aufzeichnungen über ein florierendes Opern- und Kulturleben in Nizza gibt.
So wurden in Nizza zum ersten Mal in Frankreich Verdis La forza del destino (1873), Wagners Lohengrin (1881) und Das Rheingold (1902) sowie Tschaikowskis Eugene Onegin (1895) aufgeführt. Auch wurden die Opern La vida breve (Das kurze Leben) von Manuel de Falla am (1. April 1913), Die Eroberung von Troya  von Hector Berlioz (1890) und die szenische Fassung von Marie-Madeleine von Massenet (9. Februar 1903) in Nizza uraufgeführt.
Am Mittwoch, den 23. März 1881 brach in der Opéra de Nice (damals noch Théâtre Municipal) während einer Vorstellung von Donizettis Lucia di Lammermoor ein Brand aufgrund einer Gasexplosion an der Bühnenrampe aus, bei dem um die 200 Menschen starben. Nach vierjähriger Bauzeit fand am 7. Februar 1885 die Neueröffnung mit Verdis Oper Aida statt, bei dem das Orchester im Orchestergraben spielte.
Dieser repräsentative Querschnitt der Opernproduktionen der Zeit vor 1945 verweist einwandfrei auf eine lange Operntradition dieses großen Klangkörpers.

## Diskographie
Das Orchester brachte im Laufe seines Bestehens viele Tonträger heraus. Die folgenden Aufnahmen sind ein Auszug.
- Die gesamten Klavierkonzerte von Mozart mit Klaus Weise.
- Lieder von Richard Strauss, Richard Wagner und Alban Berg mit Françoise Pollet und Klaus Weise.
- Les Ponts de Paris von Joseph Kosma mit François Le Roux und Vincent Monteil.
- Ein Recital von Marcelo Álvarez unter der Leitung von Mark Elder für Sony Classical.
- Hérodiade von Jules Massenet mit Georges Prêtre und Grace Bumbry.
- Mehrere Aufnahmen unter der Leitung von Michael Schønwandt, einschließlich Pelléas et Mélisande (Musik von Jean Sibelius, Gabriel Fauré und Arnold Schönberg).
- Die erste Gesamtaufnahme der Orchesterlieder von Richard Strauss unter der Leitung von Friedrich Haider, mit Adrianne Pieczonka, Edita Gruberová, Judith Howarth, Petja Petrova, Peter Straka, Kurt Moll und Bo Skovhus.